# Liste des préfets du Territoire de Belfort
Cet article présente une liste des préfets du Territoire de Belfort, depuis la création de ce département français.

## Liste
De 1800 à 1871 un sous-préfet de Belfort administre l’arrondissement de Belfort, un des arrondissements du département du Haut-Rhin. 

### Troisième République
Le Territoire de Belfort a été créé à la suite de la signature du traité de Francfort le 10 mai 1871, sur la zone du Haut-Rhin non annexée par l'Allemagne. La région eut un régime particulier jusqu'au 11 mars 1922, date à laquelle elle devint un département à part entière. Pendant cette période, le grade d'administrateur était celui utilisé par l'autorité préfectorale du Territoire de Belfort et vint s'insérer entre celui de sous-préfet et de préfet.
Située place de la République, faisant face au Tribunal de Grande Instance, la Préfecture du Territoire de Belfort est l'œuvre de Anthime Edouard Louis Fleury de la Hussinière (1848-1905). Commencé en 1901, le bâtiment est inauguré en 1903.
La liste suivante indique les différents administrateurs, puis préfets, du Territoire de Belfort pendant la Troisième République, de 1871 à 1940.
| Administrateur                        | Nomination       | Installation     | Poste précédent                                                             | Poste suivant                                                                       |
| ------------------------------------- | ---------------- | ---------------- | --------------------------------------------------------------------------- | ----------------------------------------------------------------------------------- |
| Nicolas Charles Lebleu                | 28 avril 1871    | 14 mai 1871      | Conseiller municipal de Belfort                                             | Retraite                                                                            |
| Léon Antoine Stéhelin                 | 18 décembre 1877 | 21 décembre 1877 | Avocat                                                                      | Préfet de l'Ain                                                                     |
| Paul Emile Poullet (de Marcilly)      | 17 novembre 1880 | 21 novembre 1880 | Sous-préfet de Libourne (Gironde)                                           | Receveur particulier des finances à Villeneuve-sur-Lot (Lot-et-Garonne)             |
| Jules Louis Gros                      | 25 novembre 1881 | 28 novembre 1881 | Sous-préfet de Montbéliard (Doubs)                                          | Journaliste                                                                         |
| Fernand Félix Duflos                  | 4 avril 1883     | 12 avril 1883    | Sous-préfet de Provins (Seine-et-Marne)                                     | Préfet de Loir-et-Cher                                                              |
| Jean André Albert Delpech             | 25 avril 1885    | non installé     | Sous-préfet de Langres                                                      | Maintenu sous-préfet de Langres                                                     |
| Pierre Bresson                        | 2 mai 1885       | 16 mai 1885      | Sous-préfet de Châtellerault (Vienne)                                       | Directeur d'un asile d'aliénés                                                      |
| Léon Hyppolite François Ardisson      | 4 août 1888      | 16 août 1888     | Sous-préfet de Chalon-sur-Saône (Saône-et-Loire)                            | Préfet des Basses-Alpes                                                             |
| René Charles Pichon                   | 12 février 1890  | 1er mars 1890    | Secrétaire général de la préfecture du Nord                                 | Préfet de la Lozère                                                                 |
| Marie Joseph Henri Goulley            | 26 mars 1892     | 11 avril 1892    | Sous-préfet de Riom (Puy-de-Dôme)                                           | Préfet de l'Ardèche                                                                 |
| Jules Lesvier                         | 7 janvier 1894   | 20 janvier 1894  | Sous-préfet de Saint-Malo (Ille-et-Vilaine)                                 | Conseiller de la préfecture de la Seine                                             |
| Robert Frédéric Godefroy              | 14 décembre 1895 | 30 décembre 1895 | Sous-préfet de Cambrai (Nord)                                               | Commissaire du gouvernement à la préfecture de la Seine                             |
| Marie François Gaston Grenier         | 23 mai 1896      | 9 juin 1896      | Commissaire du gouvernement à la préfecture de la Seine                     | Percepteur à Vannes (Morbihan)                                                      |
| Jean Théodore Fleury                  | 16 juillet 1898  | 22 juillet 1898  | Sous-préfet de Saint-Malo (Ille-et-Vilaine)                                 | Préfet des Pyrénées-Orientales                                                      |
| Eugène Schmidt                        | 5 septembre 1904 | 1er octobre 1904 | Sous-Préfet de Roanne (Loire)                                               | Préfet de l'Orne                                                                    |
| Alexandre Louis Henri Robert Leullier | 25 mai 1909      | non installé     | Chef de Cabinet du sous-secrétaire d’État à l'Intérieur Adolphe Maujan      | Maintenu chef de Cabinet d'A. Maujan                                                |
| César Emilien François Urbain Vitry   | 25 mai 1909      | 21 juin 1909     | Sous-préfet de Lorient (Morbihan)                                           | Préfet de l'Indre                                                                   |
| Georges Emile Surugue                 | 22 novembre 1910 | 16 décembre 1910 | Secrétaire général de la préfecture de la Seine-Inférieure (Seine-Maritime) | Préfet de la Haute-Savoie                                                           |
| Louis Ferdinand Fontanès              | 2 mars 1912      | 21 mars 1912     | Sous-préfet de Saumur (Maine-et-Loire)                                      | Préfet des Basses-Alpes                                                             |
| Georges Ernest Marie Goublet          | 31 décembre 1913 | 1er février 1914 | Sous-préfet de Beaune (Côte d'Or)                                           | Lieutenant de vaisseau dans la marine                                               |
| Joseph Georges Zimmermann             | 4 janvier 1916   | 16 janvier 1916  | Sous-préfet de Narbonne (Aude)                                              | Préfet de l'Aude                                                                    |
| Marie Denis Eugène Louis Mage         | 19 juin 1917     | 5 juillet 1917   | Sous-préfet de Toul (Meurthe-et-Moselle)                                    | Préfet de l'Aude                                                                    |
| Maurice Henri Vital Anjubault         | 7 mars 1919      | 25 mars 1919     | Chargé des fonctions de Préfet du Nord                                      | Directeur de l'intérieur à la commission inter-alliée de la Haute-Silésie (Pologne) |
| Roger Marie Félix Langeron            | 15 janvier 1920  | 22 janvier 1920  | Sous-préfet de Toul (Meurthe-et-Moselle)                                    | Préfet de la Charente                                                               |
| Abel Jean Bertrand Maisonobe          | 23 mai 1920      | 11 juin 1920     | Secrétaire général des Bouches-du-Rhône                                     | préfet du Territoire de Belfort                                                     |

| Préfet                                         | Nomination        | Installation      | Poste précédent                                                            | Poste suivant                                                                                 |
| ---------------------------------------------- | ----------------- | ----------------- | -------------------------------------------------------------------------- | --------------------------------------------------------------------------------------------- |
| Abel Jean Bertrand Maisonobe                   | 11 mars 1922      | 11 mars 1922      | Administrateur du Territoire de Belfort                                    | Préfet des Landes                                                                             |
| Gaston Roussel                                 | 12 octobre 1922   | non installé      | Chef adjoint du cabinet du président de la Chambre des députés Raoul Péret | Directeur de L'Encyclopédie parlementaire des sciences politiques et sociales                 |
| Paul Henry Mouchet                             | 12 octobre 1922   | 2 novembre 1922   | Sous-préfet de Grasse (Alpes-Maritimes)                                    | Préfet de la Savoie                                                                           |
| André Jozon                                    | 26 octobre 1925   | 12 novembre 1925  | Sous-préfet du Havre (Seine-Maritime)                                      | Préfet de la Vendée                                                                           |
| Pierre Honoré Hyppolite Bodereau               | 28 mai 1926       | non installé      | A la disposition du préfet de la Seine                                     | Chef de Cabinet du préfet de la Seine                                                         |
| Paul Jacques Antoine Étienne Vacquier          | 20 juin 1926      | 20 juin 1926      | Sous-préfet de Brest (Finistère)                                           | Préfet de la Nièvre                                                                           |
| Antonin Charles Léon                           | 12 juillet 1928   | 16 septembre 1928 | Sous-préfet d'Epernay (Marne)                                              | Préfet de Corrèze                                                                             |
| Hyacinthe Charles Tomasini                     | 28 mai 1929       | 20 juin 1929      | Sous-préfet de Villeneuve-sur-Lot (Lot-et-Garonne)                         | Directeur du service inter-départemental des assurances sociales de la Seine et Seine-et-Oise |
| Jean Antonin Léon Agard                        | 13 octobre 1932   | 1er novembre 1932 | Préfet du Cher                                                             | Préfet des Vosges                                                                             |
| Gaston Sainte-Marie Tabart (dit Tabart-Robert) | 22 septembre 1934 | 22 octobre 1934   | Sous-préfet de Saint-Omer (Pas-de-Calais)                                  | Retraite                                                                                      |

### Seconde Guerre mondiale
La liste suivante donne les préfets du Territoire de Belfort nommés pendant la Seconde Guerre mondiale, période couvrant la fin de la Troisième République, le régime de Vichy et le gouvernement provisoire de la République française de septembre 1939 à octobre 1946.
| Préfet                      | Nomination       | Installation     | Poste précédent                                 | Poste suivant                                                        |
| --------------------------- | ---------------- | ---------------- | ----------------------------------------------- | -------------------------------------------------------------------- |
| Marcel Félix Louis Picot    | 15 mai 1940      | 1er juin 1940    | Sous-préfet d'Epernay (Marne)                   | Préfet de la Sarthe                                                  |
| Robert Martin               | 14 novembre 1941 | 21 janvier 1942  | Sous-préfet de Boulogne-sur-Mer (Pas-de-Calais) | Préfet de la Charente-Maritime                                       |
| Georges Gaudard             | 30 octobre 1942  | 26 novembre 1942 | Sous-Préfet de Provins (Seine-et-Marne)         | Préfet de la Loire-Atlantique                                        |
| Jean Lalanne                | 24 janvier 1944  | 6 février 1944   | Sous-préfet de Montluçon (Allier)               | Suspendu à la Libération puis carrière dans le privé                 |
| Eugène Lucien Joseph Laumet | 24 août 1944     | 20 novembre 1944 | Commissaire de police - Officier FFI            | Attaché au cabinet du ministre des Travaux Publics et des Transports |

### Quatrième République
La liste suivante donne les préfets du Territoire de Belfort nommés sous la Quatrième République, entre octobre 1946 à octobre 1958.
| Préfet                                       | Nomination       | Installation     | Poste précédent                            | Poste suivant                                               |
| -------------------------------------------- | ---------------- | ---------------- | ------------------------------------------ | ----------------------------------------------------------- |
| Georges Benoit Antoine Dupoizat de Villemont | 7 juillet 1949   | 1er août 1949    | Sous-Préfet de Roanne (Loire)              | Secrétaire Général du gouvernement Tunisien                 |
| Marcel Georges Diebolt                       | 13 mai 1953      | non installé     | Secrétaire général du Bas-Rhin             | Directeur des centres d'instruction de la protection civile |
| Jean Daniel Charles Herrenschmidt            | 19 mai 1953      | 6 juin 1953      | Sous-préfet de Brest (Finistère)           | Préfet de la Haute-Saône                                    |
| Roger Lucien Richardot                       | 14 octobre 1954  | 6 novembre 1954  | Chef de cabinet du ministre de l'Intérieur | Préfet de Sétif (Algérie)                                   |
| Michel Paul Ellia                            | 23 novembre 1956 | 11 décembre 1956 | Préfet de Bône (Algérie)                   | Préfet de Lot-et-Garonne                                    |

### Cinquième République
La liste suivante donne les préfets du Territoire de Belfort nommés sous la Cinquième République, depuis le 5 octobre 1958
| Préfet                       | Nomination        | Installation      | Poste précédent                                                                                      | Poste suivant |
| ---------------------------- | ----------------- | ----------------- | --- | --- |
| Laurent Charles Henri Chazal | 4 avril 1960      | 19 avril 1960     | Chef de cabinet du Premier Ministre                                                                  | Préfet de la Meuse |
| René Marie Albert Yves Debia | 16 février 1963   | 1er avril 1963    | Préfet de la Haute-Saône                                                                             | Carrière dans le privé |
| Pierre Paul François Dupuy   | 18 décembre 1967  | 1er février 1968  | Sous-préfet du Raincy (Seine-Saint-Denis)                                                            | Préfet des Deux-Sèvres |
| Jean Clauzel                 | 31 décembre 1971  | 1er février 1972  | Secrétaire général de la préfecture de Seine-et-Marne                                                | Préfet des Hautes-Pyrénées |
| André Camille Guy Delmas     | 22 janvier 1974   | 11 février 1974   | Secrétaire Général de la préfecture de Haute-Saône                                                   | Directeur central de la sécurité publique |
| Jean Roger Louis Pinel       | 30 septembre 1975 | 20 octobre 1975   | Directeur des territoires d'outre-mer                                                                | Trésorier payeur général du Gers |
| Pierre Edmond Blondel        | 28 septembre 1977 | 24 octobre 1977   | Sous-Préfet de Bayonne (Pyrénées-Atlantiques)                                                        | Préfet de la Savoie |
| Jean Biacabe                 | 16 juin 1980      | 15 juillet 1980   | Sous-Préfet de Bayonne (Pyrénées-Atlantiques)                                                        | Préfet de l'Ariège |
| Gérard Cureau                | 4 septembre 1981  | 21 septembre 1981 | Conseiller de tribunal administratif                                                                 | Préfet de Saône-et-Loire |
| Serge Thirioux               | 8 mars 1985       | 27 mars 1985      | Secrétaire général de la préfecture du Maine-et-Loire                                                | Préfet de Lot-et-Garonne |
| Cyrille Schott               | 14 octobre 1987   | 9 novembre 1987   | Conseiller technique au cabinet du Président de la République                                        | Préfet de la Nièvre |
| Didier Cultiaux              | 18 juillet 1990   | 13 août 1990      | Sous-préfet de Lorient (Morbihan)                                                                    | Préfet de l'Aude |
| Robert Pommiès               | 20 janvier 1993   | 5 février 1993    | Administrateur supérieur des îles Wallis-et-Futuna                                                   | Préfet de l'Indre |
| Louis Monchovet              | décembre 1993     | 15 janvier 1994   | Préfet des Alpes-de-Haute-Provence                                                                   | Délégué aux rapatriés |
| Jacques Reiller              | 5 octobre 1995    | 23 octobre 1995   | Directeur de cabinet du ministère du Développement Économique et du Plan                             | Chargé de mission au ministère de l'Intérieur |
| Gonthier Friederici          | 1er octobre 1997  | 20 octobre 1997   | Sous-préfet de Saint-Germain-en-Laye (Yvelines)                                                      | Préfet des Pyrénées-Orientales |
| Pierre Pouëssel              | 21 juin 2000      | 17 juillet 2000   | Délégué interministériel aux restructurations de défense au ministère de la Défense                  | Préfet de Loir-et-Cher |
| Pierre-André Peyvel          | 14 janvier 2004   | 9 février 2004    | Secrétaire général de la préfecture des Hauts-de-Seine                                               | Secrétaire général de la préfecture de la région Île-de-France |
| Philippe de Lagune           | 10 février 2006   | 11 décembre 2008  | Directeur général adjoint de l'Office Français de Protection des Réfugiés et Apatrides (OFPRA)       | Secrétaire général du comité interministériel de prévention de la délinquance |
| Jean-Benoît Albertini        | 11 décembre 2008  | 26 janvier 2009   | Directeur, adjoint au délégué interministériel à l'aménagement et à la compétitivité des territoires | Secrétaire général adjoint, directeur de la modernisation et de l'action territoriale à l'administration centrale du ministère de l'intérieur, de l'outre-mer et des collectivités territoriales |
| Benoît Brocart               | 10 juin 2010      | 5 juillet 2010    | Secrétaire général de la préfecture des Alpes-Maritimes                                              | Préfet de l'Allier |
| Jean-Robert Lopez            | 1er août 2012     | 27 août 2012      | Directeur de projet de la révision générale des politiques publiques                                 | Délégué interministériel à la sécurité routière |
| Pascal Joly                  | 12 mars 2014      | 7 avril 2014      | Préfet délégué pour l'égalité des chances auprès du préfet de la région Nord-Pas-de-Calais           | Nommé préfet des Ardennes |
| Hugues Besancenot            | 8 juin 2016       | 27 juin 2016      | Secrétaire général de la Préfecture de la Seine-Saint-Denis                                          | Directeur de l’immigration à la direction générale des étrangers en France à l’administration centrale du ministère de l’intérieur.                                                              |
| Sophie Elizéon               | 25 octobre 2017   | 16 novembre 2017  | Préfète déléguée pour l'égalité des chances auprès du préfet de la région Nord-Pas-de-Calais         | Préfète de l'Aude |
| David Philot                 | 6 octobre 2019    | 29 juillet 2020   | Directeur de cabinet du ministre de la cohésion des territoires.                                     | Préfet du Jura |
| Jean-Marie Girier            | 29 juillet 2020   | 7 mars 2022       | Directeur de cabinet du président de l'Assemblée nationale.                                          | Préfet de la Vienne |
| Raphaël Sodini               | 7 mars 2022       | 6 novembre 2024   | Préfet délégué pour l'égalité des chances auprès du préfet des Yvelines                              | |
| Alain Charrier (d)           | 6 novembre 2024   | En cours          | sous-préfet de Mulhouse                                                                              | |